# St. Georges Churchyard
St. Georges Churchyard is een begraafplaats gelegen in de Franse plaats Saint-Georges (Pas-de-Calais) (Pas-de-Calais). De militaire graven worden onderhouden door de Commonwealth War Graves Commission.
De begraafplaats telt 2 geïdentificeerde Gemenebest graven uit de Eerste Wereldoorlog.